# جون غيب
جون غيب (بالإنجليزية: John Gibb)‏ هو رسام نيوزيلندي، ولد في 1831 في اسكتلندا في المملكة المتحدة، وتوفي في 10 سبتمبر 1909.